# Museo La Merced
El Museo La Merced se encuentra ubicado a un costado de la Basílica de la Merced en la ciudad de Santiago, Chile. El museo ocupa lo que fue el claustro del antiguo convento.
Fue creado en 1873 por el sacerdote Benjamín Rencoret como un museo de antigüedades, recolectando materiales de otros países americanos. Dentro de sus salas de exhibición se muestran colecciones de arte religioso que dan cuenta de la presencia de la Orden de la Merced en el país desde la época del Chile colonial, además sobre la cultura de la Isla de Pascua. El conjunto religioso (iglesia y museo) fue declarado Monumento Histórico en el año 1977. 